# Aphanes parvula
Aphanes parvula är en rosväxtart som beskrevs av P. Gutte. Aphanes parvula ingår i släktet jungfrukammar, och familjen rosväxter. Inga underarter finns listade i Catalogue of Life.